# El Allassane Maïreyrey
El Allassane Maïreyrey ist eine Landgemeinde im Departement Mayahi in Niger.
Weitere Schreibweisen des Ortsnamens sind Alassan Mareyrey, Alhassane Maïreyrey und El Alassan Maïreyrey.

## Geographie
El Allassane Maïreyrey liegt in der Sahelzone. Die Nachbargemeinden sind Tarka im Norden, Falenko im Nordosten, Ourafane im Osten, Issawane im Süden, Mayahi im Südwesten, Tchaké im Westen und Tagriss im Nordwesten. Bei den Siedlungen im Gemeindegebiet handelt es sich um 36 Dörfer, 58 Weiler und 23 Lager. Der Hauptort der Landgemeinde ist das Dorf El Allassane Maïreyrey.

## Geschichte

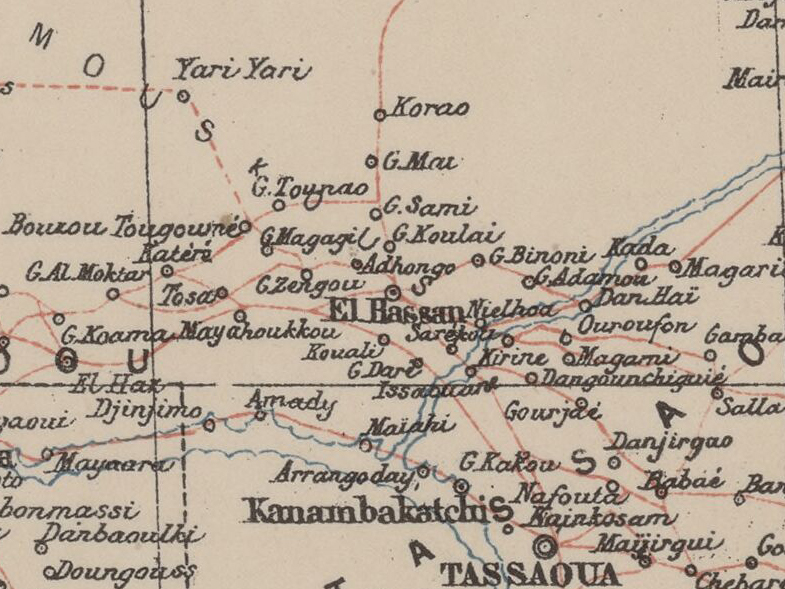
Ausschnitt einer Karte von 1903 mit El Allassane Maïreyrey (El Hassan) im Zentrum

Vor der Ankunft der Franzosen an der Wende vom 19. zum 20. Jahrhundert gehörte El Allassane Maïreyrey zum unabhängigen Staat Katsina. Die französische Verwaltung richtete 1901 einen Militärposten im Ort ein, der jedoch bereits 1903 zu Gunsten von Tessaoua wieder aufgelassen wurde. Die Landgemeinde El Allassane Maïreyrey ging 2002 im Zuge einer landesweiten Verwaltungsreform aus dem nordöstlichen Teil des Kantons Kanan-Bakaché hervor.

## Bevölkerung
Bei der Volkszählung 2012 hatte die Landgemeinde 64.183 Einwohner, die in 7694 Haushalten lebten. Bei der Volkszählung 2001 betrug die Einwohnerzahl 40.136 in 4855 Haushalten.
Im Hauptort lebten bei der Volkszählung 2012 1034 Einwohner in 127 Haushalten, bei der Volkszählung 2001 616 in 75 Haushalten und bei der Volkszählung 1988 393 in 57 Haushalten.
In ethnischer Hinsicht ist die Gemeinde ein Siedlungsgebiet von Gobirawa, Katsinawa, Azna, Fulbe und Tuareg.

## Politik
Der Gemeinderat (conseil municipal) hat 18 gewählte Mitglieder. Mit den Kommunalwahlen 2020 sind die Sitze im Gemeinderat wie folgt verteilt: 7 PNDS-Tarayya, 5 MDEN-Falala, 2 CPR-Inganci, 1 MNSD-Nassara, 1 MODEN-FA Lumana Africa, 1 MPN-Kiishin Kassa und 1 RDR-Tchanji.
Jeweils ein traditioneller Ortsvorsteher (chef traditionnel) steht an der Spitze der 36 Dörfer in der Gemeinde.

## Wirtschaft und Infrastruktur
Die Gemeinde liegt am Südrand einer Zone, in der Agropastoralismus betrieben wird. Gesundheitszentren des Typs Centre de Santé Intégré (CSI) sind im Hauptort sowie in den Siedlungen Guidan Gagéré, Maïsansamé und Sarkin Aréwa vorhanden. Beim Centre de Formation aux Métiers de Maïreyrey (CFM Maïreyrey) handelt es sich um ein Berufsausbildungszentrum. Durch das Gemeindegebiet verläuft die 94 Kilometer lange Nationalstraße 40 zwischen Tessaoua und Belbédji.